# Altes Landgut
Altes Landgut – jedna ze stacji metra w Wiedniu na linii U1. Znajduje się w 10. dzielnicy Wiednia, Favoriten. 
Otwarcie stacji odbyło się 2 września 2017, w ramach rozbudowy linii U1 z Reumannplatz do stacji Oberlaa.